# Алиса в Зазеркалье

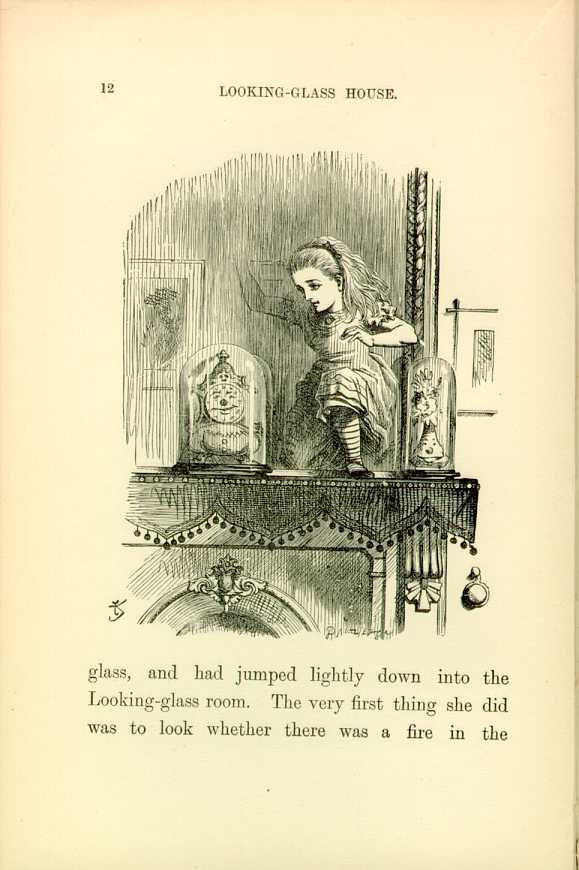
Алиса в Зазеркалье

«Али́са в Зазерка́лье» (англ. Through the Looking-Glass, and What Alice Found There — «Сквозь зеркало, и что там нашла Алиса») — детская книга английского математика и писателя Льюиса Кэрролла, написанная в 1871 году как продолжение книги «Приключения Алисы в Стране чудес». В данном случае Алиса имеет, вероятно, не один, а два прототипа с таким именем: знакомую писателя Алису Лидделл и его дальнюю родственницу Алису Рейкс (англ. Alice Raikes).

## История создания
Профессор Лондонского университета, член Британской академии и президент Королевского литературного общества Марина Сара Уорнер писала, что Льюис Кэрролл был восхищён фотографиями своей современницы Клементины Гаварден. Под впечатлением выставки 1864 года, на которой были представлены её снимки, Кэрролл познакомился с леди Гаварден на празднике по сбору денег для Женской школы искусств. Кэрролл отозвался с похвалой о её работах, представил ей двух своих детей-моделей и купил пять её фотографий. Марина Уорнер отмечала, что встреча Кэрролла и Гаварден произошла за год до появления «Приключений Алисы в Стране чудес» и за семь лет до создания писателем книги «Сквозь зеркало, и Что там нашла Алиса». Поэтому, с точки зрения исследовательницы, хотя отсутствуют документальные подтверждения о том, что он сочинил вторую книгу о приключениях Алисы именно под влиянием фотографий Гаварден и встречи с ней, можно предположить, что изображения на фотографиях Гаварден девочек-подростков, погружённых в фантазии перед зеркалами, «пробудило что-то в его собственном воображении».

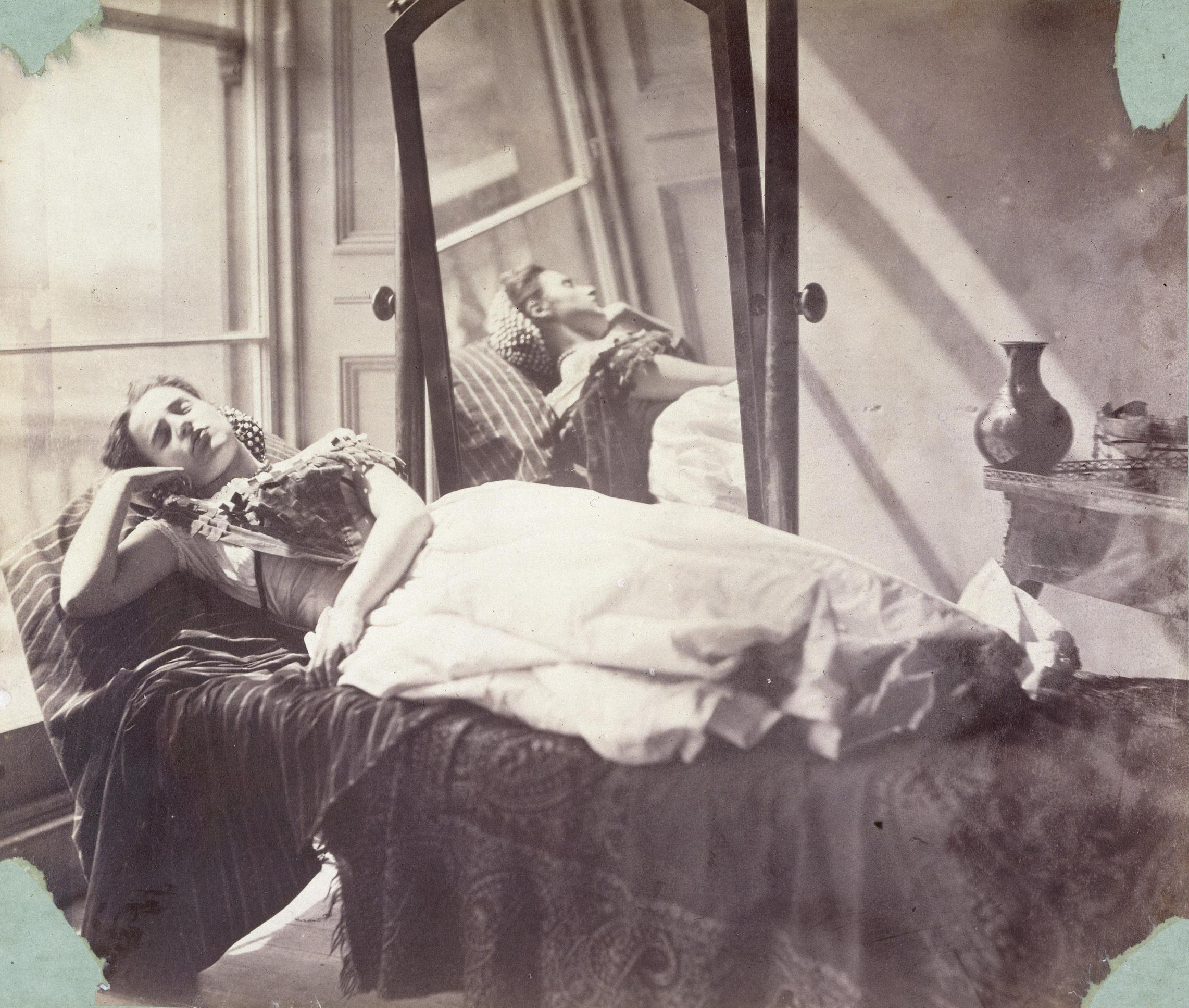
Клементина Гаварден. Клементина, 1863—1864
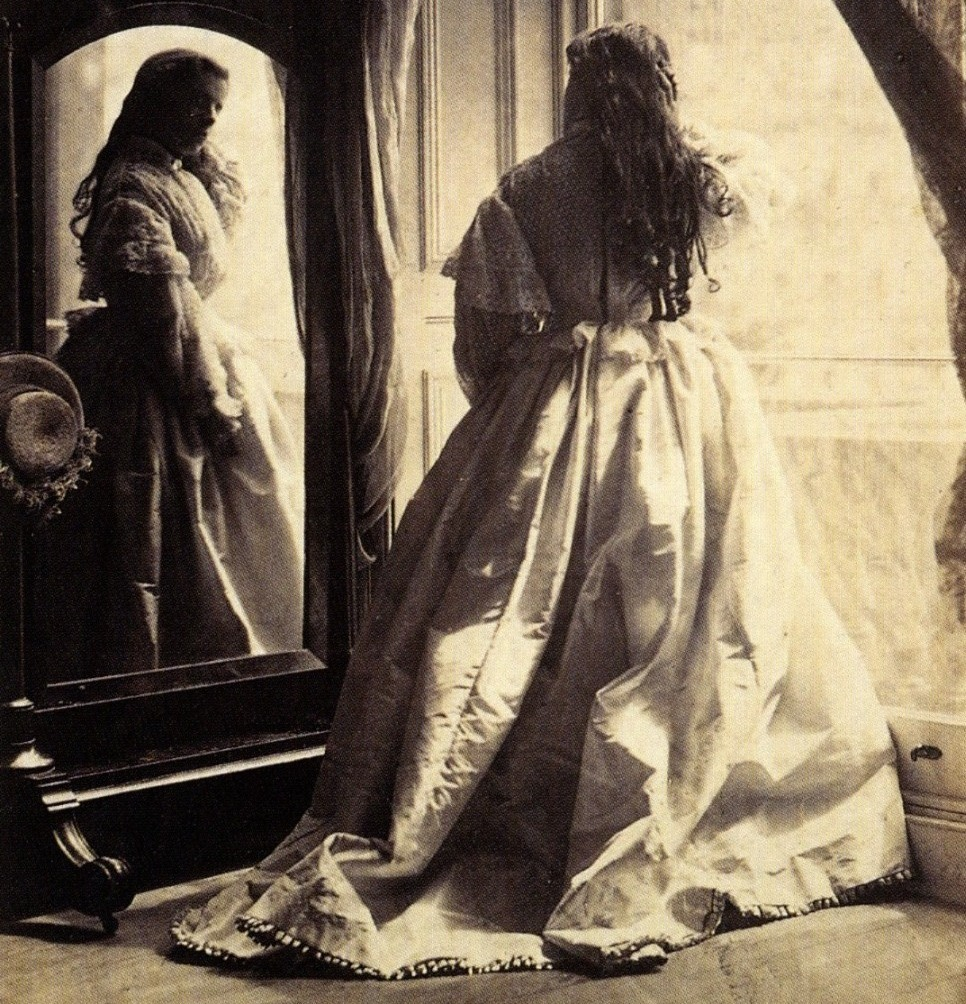
Клементина Гаварден. Туалет, около 1864

## Сюжет
Алиса играет с белым котенком (которого она называет Подснежник) и черным котенком (которого она называет Китти), размышляя о том, каков мир по ту сторону отражения в зеркале. Взобравшись на каминную полку, она тычет пальцем в висящее на стене зеркало за камином и, к своему удивлению, обнаруживает, что может пройти сквозь него. Она оказывается в отраженной версии своего собственного дома и замечает книгу со стихами «Бармаглот», надпись на которой в обратном порядке она может прочитать, только поднеся ее к зеркалу. Она также замечает, что шахматные фигуры ожили, хотя и остаются достаточно маленькими, что она может взять их в руки.
Выйдя из дома (где стояла холодная снежная ночь), она попадает в солнечный весенний сад, где цветы умеют разговаривать. В другом месте сада Алиса встречает Красную Королеву, которая теперь стала ростом с человека и поражает Алису своей способностью бегать с головокружительной скоростью.
Красная Королева рассказывает, что вся местность вокруг разбита на квадраты, похожие на гигантскую шахматную доску, и предлагает Алисе стать королевой, если она сможет пройти весь путь до восьмого места в шахматной партии. Алиса ставится во второй ряд как одна из белых ферзевых пешек и начинает свое путешествие по шахматной доске с посадки на поезд, который перепрыгивает через третий ряд и сразу попадает в четвертый, действуя таким образом в соответствии с правилом, согласно которому пешки могут продвинуться на две позиции своим первым ходом. Она прибывает в лес, где комар рассказывает ей о зазеркальных насекомых, существах, которые одновременно и насекомые, и предметы (например, хлеб-бабочка, лошадка-качалка), прежде чем улететь. Продолжая свое путешествие, Алиса пересекает «лес, где у вещей нет названий». Там она забывает все существительные, включая свое собственное имя. С помощью олененка, который тоже забыл, кто он такой, она попадает на другую сторону, где они оба все вспоминают. Поняв, что он олененок, а она человек, и что оленята боятся людей, он убегает.
Затем она знакомится с братьями-близнецами Траляля и Труляля, которых она знает по детскому стишку. Прочитав стихотворение, они обращают внимание Алисы на Красного Короля, спящего под ближайшим деревом, и провоцируют ее на праздные философские шуточки о том, что она всего лишь воображаемая фигура в его снах. Братья начинают готовиться к битве, но их спугивает огромная ворона, как и предсказывает детский стишок о них.
Затем Алиса встречает Белую Королеву, которая рассеянна, но может помнить будущие события еще до того, как они произошли. Алиса и Белая Королева поднимаются на пятую позицию на шахматной доске, вместе переходя ручей, но в самый момент перехода Королева превращается в говорящую овцу в маленьком магазинчике. Вскоре Алиса обнаруживает, что с трудом справляется с веслами в маленькой лодке, где Овца раздражает ее криками о крабах и перьях.
Перейдя еще один ручей и оказавшись в шестом ряду, Алиса встречает Шалтая-Болтая, который не только празднует свой день нерожденья, но и предлагает свой собственный перевод странных терминов из «Бармаглота». В процессе он знакомит Алису с концепцией словослияния, что чего его ждет неизбежное падение.
Вся королевская конница и вся королевская рать приходят на помощь Шалтаю-Болтаю в сопровождении Белого Короля, а также Льва и Единорога, которые разыгрывают детский стишок, сражаясь друг с другом. Мартовский Заяц и Шляпник появляются в обличье англосаксонских посланцев, называемых Хайга и Хатта.
Оставив Льва и Единорога сражаться, Алиса достигает седьмого ряда, пересекая другой ручей и попадая на лесистую территорию Красного Рыцаря, который хочет захватить «белую пешку», то есть Алису, но ей на помощь приходит Белый Рыцарь. Сопровождая ее через лес к последнему переходу через ручей, Рыцарь декламирует стихотворение собственного сочинения и несколько раз падает с лошади.
Попрощавшись с Белым Рыцарем, Алиса переступает через ручей и автоматически становится королевой, а корона внезапно материализуется на ее голове. Вскоре она оказывается в компании Белой и Красной королев, которые ставят Алису в тупик, используя игру слов, чтобы помешать ее попыткам логически рассуждать. Затем они приглашают друг друга на вечеринку, которую устраивает Алиса, о чем сама Алиса не знала.
Алиса приходит на свою собственную вечеринку, которая быстро превращается в хаос. Алиса хватает Красную Королеву, полагая, что именно она ответственна за всю эту ерунду, и начинает трясти ее.
Вдруг Алиса просыпается в своем кресле и обнаруживает, что держит на руках Китти, которая, как она догадывается, все это время была Красной Королевой, а Подснежник - Белой. Затем Алиса вспоминает предположение братьев о том, что все происходящее могло быть сном Красного Короля и что Алиса могла быть плодом его воображения.

## Персонажи
- Алиса (Alice) — семилетняя девочка
- Чёрная Королева (Red Queen[4])
- Чёрный Король[4] (Red King)
- Чёрный Рыцарь[4] (Red Knight)
- Близнецы Труляля (Tweedledum, Твидлдам) и Траляля (Tweedledee, Твидлди)
- Морж и Плотник
- Шалтай-Болтай (Humpty Dumpty, Хампти Дампти)
- Белая Королева
- Овца
- Белый Король
- Зай Атс, Королевский Гонец Туда (Мартовский заяц из Алисы в Стране чудес)
- Болванс Чик, Королевский Гонец Обратно (Болванщик из Алисы в Стране чудес)
- Лев и Единорог
- Белый Рыцарь
- Бараний Бок
- Пудинг

## Крылатые фразы
- Просто ты не привыкла жить в обратную сторону (англ. That's the effect of living backwards).
- Если не знаешь, что сказать, говори по-французски!
- Пока думаешь, что сказать, — делай реверанс! Это экономит время.
- Стихотворение «Бармаглот» (англ. Jabberwocky), состоящее в основном из искусственных слов.

## Иллюстрации
Тенниел нарисовал иллюстрации на самшитовых печатных досках, по которым были вырезаны клише. Резкой досок занимался один из лучших гравёров в Лондоне того времени — Эдвард Делзел. Он посоветовал художнику не портить печатью доски, а сделать с них гальванопластические слепки. Тенниел воспользовался его советом, но доски удалось сохранить только за счёт сильного ухудшения качества конечных оттисков. Получившиеся иллюстрации не понравились ни Тенниелу, ни Кэрроллу. Именно по этой причине был уничтожен первый тираж книги. В продажу поступил только второй тираж, иллюстрации для которого создавались по новым копиям. Первоначальные доски, с которых ни одной гравюры так и не было напечатано, отправились на хранение в архив издательства Макмиллан. Они были случайно обнаружены в 1985 году.

## Реминисценциив литературе
- В книге Роджера Желязны «Хроники Амбера» главные герои в состоянии наркотического опьянения «вызвали к жизни» многих героев Льюиса Кэрролла. Есть даже сцена битвы с Бармаглотом.
- Роман О. Генри «Короли и капуста» название своё позаимствовал из стихотворения о Морже и Плотнике, а предисловие к роману называется «Присказка Плотника».
- Научно-фантастическая тетралогия Джона Ринго «Путешествие космического пузырька» (англ. „Voyage of the Space Bubble”) наполнена отсылками к сюжету книги «Алиса в Зазеркалье» и, в частности, к стихотворению о бое с Бармаглотом. Например, названия каждого из четырёх романов являются строчками из стихотворения.

Также есть много отсылок, сквозных с первой книгой Кэрролла.

## Реминисценции в музыке
- Песня «I Am the Walrus» (рус. «Я — морж») группы The Beatles связана со стихотворением о Морже и Плотнике.
- Песня «White Rabbit» (рус. «Белый кролик») группы Jefferson Airplane перекликается с сюжетом книги.
- Фраза «мы проходим через зеркало» в песне франкоканадской певицы Селин Дион «On traverse un miroir» (англ. On traverse un miroir)  с франкоязычного альбома «Incognito» 1987 года отсылает к сюжету книги.

Также есть много отсылок, сквозных с первой книгой Кэрролла.

## Реминисценции в кино
Первая часть серии фильмов ужасов «Обитель зла» имеет много аллюзий на «Алису» Льюиса Кэррола: имя главной героини Элис, дословно — Алиса; Красная Королева, требующая отрубить голову; испытание вируса на белом кролике; попадание в секретную лабораторию через зеркало; логическая интегральная схема в компьютере Королевы, отображающая шахматную доску; напольные часы с маятником, на циферблате которых нарисована фигурка Алисы. Собственно сама книга заметна в одной из сцен фильма.
В мини-сериале «Ход королевы» главная героиня Элизабет Хармон в финальной партии проводит пешку в ферзи, повторяя путь Алисы. Проходная пешка должна миновать семь горизонталей. В сериале семь серий — намёк на то, что Хармон из «пешки» в начале сериала к концу сама становится символической «Белой королевой». По ходу сериала Хармон встречаются персонажи, похожие на героев «Алисы в Зазеркалье», например, Джолин — Чёрная королева, близнецы Мэтт и Майк — Твидлдам и Твидлди.

## Переводы на русский язык
1. Алиса в Зазеркалье // Перевод В. А. Азова (В. А. Ашкенази; стихи в переводе Т. Л. Щепкиной-Куперник. — М-Пг: изд. Л. Д. Френкель, 1924.
2. Приключения Алисы в стране чудес. Сквозь зеркало, и что там увидела Алиса, или Алиса в Зазеркалье // Перевод и послесловие Н. М. Демуровой; стихи в переводах С. Я. Маршака и Д. Г. Орловской. — София: издательство литературы на иностранных языках, 1967.
3. Зазеркалье: (про то, что увидела там Алиса) // Перевод А. А. Щербакова // Костёр. 1969. — № 3—7.
4. Приключения Алисы в стране чудес. Зазеркалье: (про то, что увидела там Алиса) // Перевод А. А. Щербакова. —  М.: Художественная литература, 1977.
5. В Зазеркалье // Перевод и предисловие В. Э. Орла. — М: Детская литература, 1980.
6. Алиса в Зазеркалье // Пересказ Л. Л. Яхнина // Пионер, 1992. — № 1—4. (Библиотека «Пионера»).
7. Алиса в стране чудес. Алиса за зеркалом / Перевод Е. В. Клюева. — Самокат, 2018. — 384 с. — ISBN 978-5-91759-598-6.